# Guillermo Lema
Guillermo Lema (* 1964 in Buenos Aires) ist ein argentinischer Schriftsteller.
Lema studierte Wirtschaftswissenschaften an der Universität Buenos Aires. Er lebt in Olmütz, wo er Professor an der Philosophischen Fakultät der Palacký-Universität ist und 2004 Gastpoet des Internationalen Poesiefestivals war. Außerdem gab er Gastvorlesungen an der Universität Kopenhagen. 
Als Autor trat Lema mit Romanen, Erzählungen, Gedichten, Essays und philosophischen Schriften hervor und verfasste Texte für zeitgenössische klassische Komponisten. Mehrere seiner Werke wurden ins Französische, Tschechische und Dänische übersetzt. Mit Gabriel Massera realisierte er den experimentellen Spielfilm LSD.

## Werke
- La voz de la sombra (1995)
- Motel (2001)
- Subterráneas (2002)
- Tratado innúmero (2004)
- La palabra dividida (Brno, 2004)
- El protector (2005)
- La música utópica (2006)
- Lluvia recortada (2007)
- El libro en el que nieva (2009)
- Buenos Aires: el Aleph y más allá (Kopenhagen, 2010)
- Variaciones sobre un crimen perfecto (2011)

## Weblink
- Homepage von Guillermo Lema